# Ceny Sdružení filmových a televizních herců za nejlepší obsazení (komedie)
Ceny Sdružení filmových a televizních herců za nejlepší obsazení (komedie) každoročně uděluje každoročně uděluje Americký odborový svaz herců a televizních a rozhlasových umělců (SAG-AFTRA).

## Vítězové a nominovaní

### 1994–1999
| Rok       | Seriál                       | Členové obsazení |
| --------- | ---------------------------- | --- |
| 1994 (1.) | Show Jerryho Seinfelda       | Jason Alexander, Julia Louis-Dreyfus, Michael Richards, Jerry Seinfeld |
| 1994 (1.) | Frasier                      | Peri Gilpin, Kelsey Grammer, Jane Leeves, John Mahoney, David Hyde Pierce                                                                                                 |
| 1994 (1.) | Jsem do tebe blázen          | Helen Hunt, Leila Kenzle, Richard Kind, John Pankow, Anne Ramsay, Paul Reiser                                                                                             |
| 1994 (1.) | Murphy Brown                 | Candice Bergen, Pat Corley, Faith Ford, Charles Kimbrough, Robert Pastorelli, Joe Regalbuto, Grant Shaud                                                                  |
| 1994 (1.) | Zapadákov                    | Darren E. Burrows, John Corbett, Barry Corbin, John Cullum, Cynthia Geary, Elaine Miles, Rob Morrow, Peg Phillips, Teri Polo, Paul Provenza, Janine Turner                |
| 1995 (2.) | Přátelé                      | Jennifer Aniston, Courteney Cox, Lisa Kudrow, Matt LeBlanc, Matthew Perry, David Schwimmer                                                                                |
| 1995 (2.) | Cybill                       | Christine Baranski, Dedee Pfeiffer, Alan Rosenberg, Cybill Shepherdová, Alicia Witt, Tom Wopat                                                                            |
| 1995 (2.) | Frasier                      | Dan Butler, Peri Gilpin, Kelsey Grammer, Jane Leeves, John Mahoney, David Hyde Pierce                                                                                     |
| 1995 (2.) | Jsem do tebe blázen          | Helen Hunt, Leila Kenzle, John Pankow, Anne Ramsay, Paul Reiser |
| 1995 (2.) | Show Jerryho Seinfelda       | Jason Alexander, Julia Louis-Dreyfus, Michael Richards, Jerry Seinfeld |
| 1996 (3.) | Show Jerryho Seinfelda       | Jason Alexander, Julia Louis-Dreyfus, Michael Richards, Jerry Seinfeld |
| 1996 (3.) | Takoví normální mimozemšťané | Jane Curtin, Joseph Gordon-Levitt, Kristen Johnston, John Lithgow, French Stewart                                                                                         |
| 1996 (3.) | Frasier                      | Dan Butler, Peri Gilpin, Kelsey Grammer, Jane Leeves, John Mahoney, David Hyde Pierce                                                                                     |
| 1996 (3.) | Jsem do tebe blázen          | Helen Hunt, Leila Kenzle, John Pankow, Anne Ramsay, Paul Reiser |
| 1996 (3.) | Remember WENN                | Tom Beckett, George Hall, Margaret Hall, John Bedford Lloyd, Melinda Mullins, Christopher Murney, Amanda Naughton, Hugh O'Gorman, Kevin O'Rourke, Dina Spybey, Mary Stout |
| 1997 (4.) | Show Jerryho Seinfelda       | Jason Alexander, Julia Louis-Dreyfus, Michael Richards, Jerry Seinfeld |
| 1997 (4.) | Takoví normální mimozemšťané | Jane Curtin, Joseph Gordon-Levitt, Kristen Johnston, Simbi Khali, Wayne Knight, John Lithgow, French Stewart, Elmarie Wendel                                              |
| 1997 (4.) | Ally McBealová               | Gil Bellows, Lisa Nicole Carson, Calista Flockhart, Greg Germann, Jane Krakowski, Peter MacNicol, Courtney Thorne-Smith                                                   |
| 1997 (4.) | Frasier                      | Dan Butler, Peri Gilpin, Kelsey Grammer, Jane Leeves, John Mahoney, David Hyde Pierce                                                                                     |
| 1997 (4.) | Jsem do tebe blázen          | Robin Bartlett, Cynthia Harris, Helen Hunt, Leila Kenzle, John Pankow, Paul Reiser, Louis Zorich                                                                          |
| 1998 (5.) | Ally McBealová               | Gil Bellows, Lisa Nicole Carson, Portia de Rossi, Calista Flockhart, Greg Germann, Jane Krakowski, Lucy Liu, Peter MacNicol, Vonda Shepard, Courtney Thorne-Smith         |
| 1998 (5.) | Takoví normální mimozemšťané | Jane Curtin, Joseph Gordon-Levitt, Kristen Johnston, Simbi Khali, Wayne Knight, John Lithgow, French Stewart, Elmarie Wendel                                              |
| 1998 (5.) | Raymonda má každý rád        | Peter Boyle, Brad Garrett, Patricia Heaton, Doris Robertsová, Ray Romano, Madylin Sweeten                                                                                 |
| 1998 (5.) | Frasier                      | Dan Butler, Peri Gilpin, Kelsey Grammer, Jane Leeves, John Mahoney, David Hyde Pierce                                                                                     |
| 1998 (5.) | Přátelé                      | Jennifer Aniston, Courteney Cox, Lisa Kudrow, Matt LeBlanc, Matthew Perry, David Schwimmer                                                                                |
| 1999 (6.) | Frasier                      | Dan Butler, Peri Gilpin, Kelsey Grammer, Jane Leeves, John Mahoney, David Hyde Pierce                                                                                     |
| 1999 (6.) | Ally McBealová               | Gil Bellows, Lisa Nicole Carson, Portia de Rossi, Calista Flockhart, Greg Germann, Jane Krakowski, Lucy Liu, Peter MacNicol, Vonda Shepard, Courtney Thorne-Smith         |
| 1999 (6.) | Raymonda má každý rád        | Peter Boyle, Brad Garrett, Patricia Heaton, Doris Robertsová, Ray Romano, Madylin Sweeten                                                                                 |
| 1999 (6.) | Přátelé                      | Jennifer Aniston, Courteney Cox, Lisa Kudrow, Matt LeBlanc, Matthew Perry, David Schwimmer                                                                                |
| 1999 (6.) | Studio sport                 | Josh Charles, Robert Guillaume, Felicity Huffmanová, Peter Krause, Sabrina Lloyd, Joshua Malina                                                                           |

### 2000–2009
| Rok        | Seriál                 | Členové obsazení |
| ---------- | ---------------------- | --- |
| 2000 (7.)  | Will a Grace           | Sean Hayes, Eric McCormack, Debra Messingová, Megan Mullally |
| 2000 (7.)  | Ally McBealová         | Lisa Nicole Carson, Portia de Rossi, Robert Downey Jr., Calista Flockhart, Greg Germann, Jane Krakowski, James LeGros, Lucy Liu, Peter MacNicol, Vonda Shepard |
| 2000 (7.)  | Frasier                | Peri Gilpin, Kelsey Grammer, Jane Leeves, John Mahoney, David Hyde Pierce |
| 2000 (7.)  | Přátelé                | Jennifer Aniston, Courteney Cox, Lisa Kudrow, Matt LeBlanc, Matthew Perry, David Schwimmer |
| 2000 (7.)  | Sex ve městě           | Kim Cattrall, Kristin Davisová, Cynthia Nixonová, Sarah Jessica Parker |
| 2001 (8.)  | Sex ve městě           | Kim Cattrall, Kristin Davisová, Cynthia Nixonová, Sarah Jessica Parker |
| 2001 (8.)  | Raymonda má každý rád  | Peter Boyle, Brad Garrett, Patricia Heaton, Doris Robertsová, Ray Romano, Madylin Sweeten |
| 2001 (8.)  | Frasier                | Peri Gilpin, Kelsey Grammer, Jane Leeves, John Mahoney, David Hyde Pierce |
| 2001 (8.)  | Přátelé                | Jennifer Aniston, Courteney Cox, Lisa Kudrow, Matt LeBlanc, Matthew Perry, David Schwimmer |
| 2001 (8.)  | Will a Grace           | Sean Hayes, Eric McCormack, Debra Messingová, Shelley Morrison, Megan Mullally |
| 2002 (9.)  | Raymonda má každý rád  | Peter Boyle, Brad Garrett, Patricia Heaton, Doris Robertsová, Ray Romano, Madylin Sweeten |
| 2002 (9.)  | Frasier                | Peri Gilpin, Kelsey Grammer, Jane Leeves, John Mahoney, David Hyde Pierce |
| 2002 (9.)  | Přátelé                | Jennifer Aniston, Courteney Cox, Lisa Kudrow, Matt LeBlanc, Matthew Perry, David Schwimmer |
| 2002 (9.)  | Sex ve městě           | Kim Cattrall, Kristin Davisová, Cynthia Nixonová, Sarah Jessica Parker |
| 2002 (9.)  | Will a Grace           | Sean Hayes, Eric McCormack, Debra Messingová, Shelley Morrison, Megan Mullally |
| 2003 (10.) | Sex ve městě           | Kim Cattrall, Kristin Davisová, Cynthia Nixonová, Sarah Jessica Parker |
| 2003 (10.) | Raymonda má každý rád  | Peter Boyle, Brad Garrett, Patricia Heaton, Doris Robertsová, Ray Romano, Madylin Sweeten |
| 2003 (10.) | Frasier                | Peri Gilpin, Kelsey Grammer, Jane Leeves, John Mahoney, David Hyde Pierce |
| 2003 (10.) | Přátelé                | Jennifer Aniston, Courteney Cox, Lisa Kudrow, Matt LeBlanc, Matthew Perry, David Schwimmer |
| 2003 (10.) | Will a Grace           | Sean Hayes, Eric McCormack, Debra Messingová, Megan Mullally |
| 2004 (11.) | Zoufalé manželky       | Andrea Bowen, Ricardo Chavira, Marcia Crossová, Steven Culp, James Denton, Teri Hatcherová, Felicity Huffmanová, Cody Kasch, Eva Longoria, Jesse Metcalfe, Mark Moses, Nicollette Sheridan, Brenda Strong |
| 2004 (11.) | Arrested Development   | Will Arnett, Jason Bateman, Michael Cera, David Cross, Portia de Rossi, Tony Hale, Alia Shawkat, Jeffrey Tambor, Jessica Walter |
| 2004 (11.) | Raymonda má každý rád  | Peter Boyle, Brad Garrett, Patricia Heaton, Monica Horan, Doris Robertsová, Ray Romano, Madylin Sweeten |
| 2004 (11.) | Sex ve městě           | Kim Cattrall, Kristin Davisová, Cynthia Nixonová, Sarah Jessica Parker |
| 2004 (11.) | Will a Grace           | Sean Hayes, Eric McCormack, Debra Messingová, Megan Mullally |
| 2005 (12.) | Zoufalé manželky       | Roger Bart, Andrea Bowen, Mehcad Brooks, Ricardo Chavira, Marcia Crossová, Steven Culp, James Denton, Teri Hatcherová, Felicity Huffmanová, Brent Kinsman, Shane Kinsman, Eva Longoria, Mark Moses, Doug Savant, Nicollette Sheridan, Brenda Strong, Alfre Woodardová |
| 2005 (12.) | Arrested Development   | Will Arnett, Jason Bateman, Michael Cera, David Cross, Portia de Rossi, Tony Hale, Alia Shawkat, Jeffrey Tambor, Jessica Walter |
| 2005 (12.) | Kauzy z Bostonu        | Rene Auberjonois, Ryan Michelle Bathe, Candice Bergen, Julie Bowen, Justin Mentell, Rhona Mitra, Monica Potter, William Shatner, James Spader, Mark Valley |
| 2005 (12.) | Larry, kroť se         | Shelley Berman, Larry David, Susie Essman, Jeff Garlin, Cheryl Hines, Richard Lewis |
| 2005 (12.) | Jmenuju se Earl        | Jason Lee, Jaime Pressly, Eddie Steeples, Ethan Suplee, Nadine Velazquez |
| 2006 (13.) | Kancl                  | Leslie David Baker, Brian Baumgartner, Steve Carell, David Denman, Jenna Fischer, Kate Flannery, Melora Hardin, Mindy Kaling, Angela Kinsey, John Krasinski, Paul Lieberstein, B. J. Novak, Oscar Nunez, Phyllis Smith, Rainn Wilson |
| 2006 (13.) | Zoufalé manželky       | Andrea Bowen, Mehcad Brooks, Ricardo Chavira, Marcia Crossová, James Denton, Teri Hatcherová, Josh Henderson, Zane Huett, Felicity Huffmanová, Kathryn Joosten, Nashawn Kearse, Brent Kinsman, Shane Kinsman, Joy Lauren, Eva Longoria, Kyle MacLachlan, Laurie Metcalf, Shawn Pyfrom, Doug Savant, Dougray Scott, Nicollette Sheridan, Brenda Strong, Kiersten Warren, Alfre Woodardová            |
| 2006 (13.) | Vincentův svět         | Kevin Connolly, Kevin Dillon, Jerry Ferrara, Adrian Grenier, Rex Lee, Debi Mazar, Jeremy Piven, Perrey Reeves |
| 2006 (13.) | Ošklivka Betty         | Alan Dale, America Ferrera, Mark Indelicato, Ashley Jensen, Eric Mabius, Becki Newton, Ana Ortiz, Tony Plana, Kevin Sussman, Michael Urie, Vanessa Williams |
| 2006 (13.) | Tráva                  | Martin Donovan, Alexander Gould, Justin Kirk, Romany Malco, Kevin Nealon, Mary-Louise Parker, Hunter Parrish, Tonye Patano, Elizabeth Perkins |
| 2007 (14.) | Kancl                  | Leslie David Baker, Brian Baumgartner, Steve Carell, David Denman, Jenna Fischer, Kate Flannery, Melora Hardin, Mindy Kaling, Angela Kinsey, John Krasinski, Paul Lieberstein, B. J. Novak, Oscar Nunez, Phyllis Smith, Rainn Wilson |
| 2007 (14.) | Studio 30 Rock         | Scott Adsit, Alec Baldwin, Katrina Bowden, Tina Fey, Judah Friedlander, Jane Krakowski, Jack McBrayer, Tracy Morgan, Keith Powell, Lonny Ross |
| 2007 (14.) | Zoufalé manželky       | Andrea Bowen, Ricardo Chavira, Marcia Crossová, Dana Delany, James Denton, Nathan Fillion, Lyndsy Fonseca, Rachel Fox, Teri Hatcherová, Zane Huett, Felicity Huffmanová, Kathryn Joosten, Brent Kinsman, Shane Kinsman, Joy Lauren, Eva Longoria, Kyle MacLachlan, Shawn Pyfrom, Doug Savant, Dougray Scott, Nicollette Sheridan, John Slattery, Brenda Strong                                      |
| 2007 (14.) | Vincentův svět         | Kevin Connolly, Kevin Dillon, Jerry Ferrara, Adrian Grenier, Rex Lee, Debi Mazar, Jeremy Piven, Perrey Reeves |
| 2007 (14.) | Ošklivka Betty         | Alan Dale, America Ferrera, Mark Indelicato, Ashley Jensen, Eric Mabius, Becki Newton, Ana Ortiz, Tony Plana, Stelio Savante, Kevin Sussman, Michael Urie, Vanessa Williams |
| 2008 (15.) | Studio 30 Rock         | Scott Adsit, Alec Baldwin, Katrina Bowden, Tina Fey, Judah Friedlander, Jane Krakowski, Jack McBrayer, Tracy Morgan, Keith Powell, Lonny Ross |
| 2008 (15.) | Zoufalé manželky       | Kendall Applegate, Andrea Bowen, Charles Carver, Max Carver, Ricardo Chavira, Marcia Crossová, Dana Delany, James Denton, Lyndsy Fonseca, Rachel Fox, Teri Hatcherová, Zane Huett, Felicity Huffmanová, Kathryn Joosten, Brent Kinsman, Shane Kinsman, Joy Lauren, Eva Longoria, Kyle MacLachlan, Neal McDonough, Joshua Logan Moore, Shawn Pyfrom, Doug Savant, Nicollette Sheridan, Brenda Strong |
| 2008 (15.) | Vincentův svět         | Kevin Connolly, Kevin Dillon, Jerry Ferrara, Adrian Grenier, Rex Lee, Jeremy Piven, Perrey Reeves |
| 2008 (15.) | Kancl                  | Leslie David Baker, Brian Baumgartner, Creed Bratton, Steve Carell, Jenna Fischer, Kate Flannery, Melora Hardin, Ed Helms, Mindy Kaling, Angela Kinsey, John Krasinski, Paul Lieberstein, B. J. Novak, Oscar Nunez, Craig Robinson, Phyllis Smith, Rainn Wilson |
| 2008 (15.) | Tráva                  | Demián Bichir, Julie Bowen, Enrique Castillo, Guillermo Díaz, Alexander Gould, Allie Grant, Justin Kirk, Hemky Madera, Andy Milder, Kevin Nealon, Mary-Louise Parker, Hunter Parrish, Elizabeth Perkins, Jack Stehlin |
| 2009 (16.) | Glee                   | Dianna Agronová, Chris Colfer, Patrick Gallagher, Jessalyn Gilsig, Jane Lynch, Jayma Mays, Kevin McHale, Lea Michele, Cory Monteith, Heather Morris, Matthew Morrison, Amber Riley, Naya Rivera, Mark Salling, Harry Shum Jr., Josh Sussman, Dijon Talton, Iqbal Theba, Jenna Ushkowitz |
| 2009 (16.) | Studio 30 Rock         | Scott Adsit, Alec Baldwin, Katrina Bowden, Kevin Brown, Grizz Chapman, Tina Fey, Judah Friedlander, Jane Krakowski, Jack McBrayer, Tracy Morgan, Maulik Pancholy, Keith Powell, Lonny Ross |
| 2009 (16.) | Larry, kroť se         | Larry David, Susie Essman, Jeff Garlin, Cheryl Hines |
| 2009 (16.) | Taková moderní rodinka | Julie Bowen, Ty Burrell, Jesse Tyler Ferguson, Nolan Gould, Sarah Hyland, Ed O'Neill, Rico Rodriguez, Eric Stonestreet, Sofía Vergara, Ariel Winterová |
| 2009 (16.) | Kancl                  | Leslie David Baker, Brian Baumgartner, Creed Bratton, Steve Carell, Jenna Fischer, Kate Flannery, Ed Helms, Mindy Kaling, Ellie Kemper, Angela Kinsey, John Krasinski, Paul Lieberstein, B. J. Novak, Oscar Nunez, Craig Robinson, Phyllis Smith, Rainn Wilson |

### 2010–2019
| Rok        | Seriál                         | Členové obsazení |
| ---------- | ------------------------------ | --- |
| 2010 (17.) | Taková moderní rodinka         | Julie Bowen, Ty Burrell, Jesse Tyler Ferguson, Nolan Gould, Sarah Hyland, Ed O'Neill, Rico Rodriguez, Eric Stonestreet, Sofía Vergara, Ariel Winterová |
| 2010 (17.) | Studio 30 Rock                 | Scott Adsit, Alec Baldwin, Katrina Bowdenová, Kevin Brown, Grizz Chapman, Tina Fey, Judah Friedlander, Jane Krakowski, John Lutz, Jack McBrayer, Tracy Morgan, Maulik Pancholy, Keith Powell |
| 2010 (17.) | Glee                           | Max Adler, Dianna Agronová, Chris Colfer, Jane Lynchová, Jayma Mays, Kevin McHale, Lea Michele, Cory Monteith, Heather Morris, Matthew Morrison, Mike O'Malley, Amber Riley, Naya Rivera, Mark Salling, Harry Shum Jr., Iqbal Theba, Jenna Ushkowitz |
| 2010 (17.) | Nouzové přistání               | Valerie Bertinelli, Jane Leeves, Wendie Malick, Betty Whiteová |
| 2010 (17.) | Kancl                          | Leslie David Baker, Brian Baumgartner, Creed Bratton, Steve Carell, Jenna Fisher, Kate Flannery, Ed Helms, Mindy Kaling, Ellie Kemper, Angela Kinsey, John Krasinski, Paul Lieberstein, B. J. Novak, Oscar Nunez, Craig Robinson, Phyllis Smith, Rainn Wilson, Zach Woods |
| 2011 (18.) | Taková moderní rodinka         | Aubrey Anderson-Emmons, Julie Bowen, Ty Burrell, Jesse Tyler Ferguson, Nolan Gould, Sarah Hyland, Ed O'Neill, Rico Rodriguez, Eric Stonestreet, Sofía Vergara, Ariel Winterová |
| 2011 (18.) | Studio 30 Rock                 | Scott Adsit, Alec Baldwin, Katrina Bowdenová, Kevin Brown, Grizz Chapman, Tina Fey, Judah Friedlander, Jane Krakowski, John Lutz, Jack McBrayer, Tracy Morgan, Maulik Pancholy, Keith Powell |
| 2011 (18.) | Teorie velkého třesku          | Mayim Bialik, Kaley Cuoco, Johnny Galecki, Simon Helberg, Kunal Nayyar, Jim Parsons, Melissa Rauch |
| 2011 (18.) | Glee                           | Dianna Agronová, Chris Colfer, Darren Criss, Ashley Fink, Dot Marie Jones, Jane Lynchová, Jayma Mays, Kevin McHale, Lea Michele, Cory Monteith, Heather Morris, Matthew Morrison, Mike O'Malley, Chord Overstreet, Lauren Potter, Amber Riley, Naya Rivera, Mark Salling, Harry Shum Jr., Iqbal Theba, Jenna Ushkowitz |
| 2011 (18.) | Kancl                          | Leslie David Baker, Brian Baumgartner, Creed Bratton, Steve Carell, Jenna Fisher, Kate Flannery, Ed Helms, Mindy Kaling, Ellie Kemper, Angela Kinsey, John Krasinski, Paul Lieberstein, B. J. Novak, Oscar Nunez, Craig Robinson, James Spader, Phyllis Smith, Rainn Wilson, Zach Woods |
| 2012 (19.) | Taková moderní rodinka         | Aubrey Anderson-Emmons, Julie Bowen, Ty Burrell, Jesse Tyler Ferguson, Nolan Gould, Sarah Hyland, Ed O'Neill, Rico Rodriguez, Eric Stonestreet, Sofía Vergara, Ariel Winterová |
| 2012 (19.) | Studio 30 Rock                 | Scott Adsit, Alec Baldwin, Katrina Bowdenová, Kevin Brown, Grizz Chapman, Tina Fey, Judah Friedlander, Jane Krakowski, John Lutz, Jack McBrayer, Tracy Morgan, Maulik Pancholy, Keith Powell |
| 2012 (19.) | Teorie velkého třesku          | Mayim Bialik, Kaley Cuoco, Johnny Galecki, Simon Helberg, Kunal Nayyar, Jim Parsons, Melissa Rauch |
| 2012 (19.) | Glee                           | Dianna Agronová, Chris Colfer, Darren Criss, Dot Marie Jones, Samuel Larsen, Vanessa Lengies, Jane Lynchová, Jayma Mays, Kevin McHale, Lea Michele, Cory Monteith, Heather Morris, Matthew Morrison, Mike O'Malley, Alex Newell, Chord Overstreet, Lauren Potter, Amber Riley, Naya Rivera, Mark Salling, Harry Shum Jr., Iqbal Theba, Jenna Ushkowitz |
| 2012 (19.) | Kancl                          | Leslie David Baker, Brian Baumgartner, Creed Bratton, Jenna Fisher, Kate Flannery, Ed Helms, Mindy Kaling, Ellie Kemper, Angela Kinsey, John Krasinski, Paul Lieberstein, B. J. Novak, Oscar Nunez, Craig Robinson, James Spader, Phyllis Smith, Rainn Wilson, Zach Woods |
| 2012 (19.) | Sestřička Jackie               | Edie Falco, Eve Best, Merritt Wever, Paul Schulze, Peter Facinelli, Dominic Fumusa, Anna Deavere Smith, Stephen Wallem, Ruby Jerins, Mackenzie Aladjem, Haaz Sleiman, Bobby Cannavale |
| 2013 (20.) | Taková moderní rodinka         | Aubrey Anderson-Emmons, Julie Bowen, Ty Burrell, Jesse Tyler Ferguson, Nolan Gould, Sarah Hyland, Ed O'Neill, Rico Rodriguez, Eric Stonestreet, Sofía Vergara, Ariel Winterová |
| 2013 (20.) | Studio 30 Rock                 | Scott Adsit, Alec Baldwin, Katrina Bowdenová, Kevin Brown, Grizz Chapman, Tina Fey, Judah Friedlander, Jane Krakowski, John Lutz, Jack McBrayer, Tracy Morgan, Maulik Pancholy, Keith Powell |
| 2013 (20.) | Arrested Development           | Will Arnett, Jason Bateman, John Beard, Michael Cera, David Cross, Portia de Rossi, Isla Fisherová, Tony Hale, Ron Howard, Liza Minnelliová, Alia Shawkat, Jeffrey Tambor, Jessica Walter, Henry Winkler |
| 2013 (20.) | Teorie velkého třesku          | Mayim Bialik, Kaley Cuoco, Johnny Galecki, Simon Helberg, Kunal Nayyar, Jim Parsons, Melissa Rauch, Kevin Sussman |
| 2013 (20.) | Viceprezident(ka)              | Sufe Bradshaw, Anna Chlumsky, Gary Cole, Kevin Dunn, Tony Hale, Julia Louis-Dreyfus, Reid Scott, Timothy Simons, Matt Walsh |
| 2014 (21.) | Holky za mřížemi               | Uzo Aduba, Jason Biggs, Danielle Brooks, Laverne Cox, Jackie Cruz, Catherine Curtin, Lea DeLaria, Beth Fowler, Yvette Freeman, Germar Terrell Gardner, Kimiko Glenn, Annie Golden, Diane Guerrero, Michael J. Harney, Vicky Jeudy, Julie Lake, Lauren Lapkusová, Selenis Leyva, Natasha Lyonne, Taryn Manning, Joel Marsh Garland, Matt McGorry, Adrienne C. Moore, Kate Mulgrewová, Emma Myles, Jessica Pimentel, Dascha Polanco, Alysia Reiner, Judith Roberts, Elizabeth Rodriguez, Barbara Rosenblat, Nick Sandow, Abigail Savage, Taylor Schilling, Constance Shulman, Dale Soules, Yael Stone, Lorraine Toussaint, Lin Tucci, Samira Wiley                                                                 |
| 2014 (21.) | Teorie velkého třesku          | Mayim Bialik, Kaley Cuoco, Johnny Galecki, Simon Helberg, Kunal Nayyar, Jim Parsons, Melissa Rauch |
| 2014 (21.) | Brooklyn 99                    | Stephanie Beatriz, Dirk Blocker, Andre Braugher, Terry Crews, Melissa Fumero, Joe Lo Truglio, Joel McKinnon Miller, Chelsea Peretti, Andy Samberg |
| 2014 (21.) | Taková moderní rodinka         | Aubrey Anderson-Emmons, Julie Bowen, Ty Burrell, Jesse Tyler Ferguson, Nolan Gould, Sarah Hyland, Ed O'Neill, Rico Rodriguez, Eric Stonestreet, Sofía Vergara, Ariel Winterová |
| 2014 (21.) | Viceprezident(ka)              | Sufe Bradshaw, Anna Chlumsky, Gary Cole, Kevin Dunn, Tony Hale, Julia Louis-Dreyfus, Reid Scott, Timothy Simons, Matt Walsh |
| 2015 (22.) | Holky za mřížemi               | Uzo Aduba, Mike Birbiglia, Marsha Stephanie Blake, Danielle Brooks, Laverne Cox, Jackie Cruz, Catherine Curtin, Lea DeLaria, Beth Fowler, Joel Marsh Garland, Kimiko Glenn, Annie Golden, Diane Guerrero, Michael J. Harney, Vicky Jeudy, Selenis Leyva, Taryn Manning, Adrienne C. Moore, Kate Mulgrewová, Emma Myles, Matt Peters, Lori Petty, Jessica Pimentel, Dascha Polanco, Laura Prepon, Elizabeth Rodriguez, Ruby Rose, Nick Sandow, Abigail Savage, Taylor Schilling, Constance Shulman, Dale Soules, Yael Stone, Samira Wiley |
| 2015 (22.) | Teorie velkého třesku          | Mayim Bialik, Kaley Cuoco, Johnny Galecki, Simon Helberg, Kunal Nayyar, Jim Parsons, Melissa Rauch |
| 2015 (22.) | Key & Peele                    | Keegan-Michael Key, Jordan Peele |
| 2015 (22.) | Taková moderní rodinka         | Aubrey Anderson-Emmons, Julie Bowen, Ty Burrell, Jesse Tyler Ferguson, Nolan Gould, Sarah Hyland, Ed O'Neill, Rico Rodriguez, Eric Stonestreet, Sofía Vergara, Ariel Winterová |
| 2015 (22.) | Transparent                    | Alexandra Billings, Carrie Brownstein, Jay Duplass, Kathryn Hahn, Gaby Hoffmann, Cherry Jones, Amy Landecker, Judith Light, Hari Nef, Emily Robinson, Jeffrey Tambor |
| 2015 (22.) | Viceprezident(ka)              | Diedrich Bader, Sufe Bradshaw, Anna Chlumsky, Gary Cole, Kevin Dunn, Tony Hale, Hugh Laurie, Julia Louis-Dreyfus, Phil Reeves, Sam Richardson, Reid Scott, Timothy Simons, Sarah Sutherland, Matt Walsh |
| 2016 (23.) | Holky za mřížemi               | Uzo Aduba, Alan Aisenberg, Danielle Brooks, Blair Brown, Jackie Cruz, Lea DeLaria, Beth Dover, Kimiko Glenn, Annie Golden, Laura Gómez, Diane Guerrero, Michael J. Harney, Brad William Henke, Vicky Jeudy, Julie Lake, Selenis Leyva, Natasha Lyonne, Taryn Manning, James McMenamin, Adrienne C. Moore, Kate Mulgrewová, Emma Myles, Matt Peters, Lori Petty, Jessica Pimentel, Dascha Polanco, Laura Prepon, Jolene Purdy, Elizabeth Rodriguez, Nick Sandow, Abigail Savage, Taylor Schilling, Constance Shulman, Dale Soules, Yael Stone, Lin Tucci, Samira Wiley |
| 2016 (23.) | Teorie velkého třesku          | Mayim Bialik, Kaley Cuoco, Johnny Galecki, Simon Helberg, Kunal Nayyar, Jim Parsons, Melissa Rauch |
| 2016 (23.) | Black-ish                      | Anthony Anderson, Miles Brown, Deon Cole, Laurence Fishburne, Jenifer Lewis, Peter Mackenzie, Marsai Martin, Jeff Meacham, Tracee Ellis Ross, Marcus Scribner, Yara Shahidi |
| 2016 (23.) | Taková moderní rodinka         | Aubrey Anderson-Emmons, Julie Bowen, Ty Burrell, Jesse Tyler Ferguson, Nolan Gould, Sarah Hyland, Jeremy Maguire, Ed O'Neill, Rico Rodriguez, Eric Stonestreet, Sofía Vergara, Ariel Winterová |
| 2016 (23.) | Viceprezident(ka)              | Dan Bakkedahl, Sufe Bradshaw, Anna Chlumsky, Gary Cole, Kevin Dunn, Clea DuVall, Nelson Franklin, Tony Hale, Hugh Laurie, Julia Louis-Dreyfus, Sam Richardson, Reid Scott, Timothy Simons, John Slattery, Sarah Sutherland, Matt Walsh, Wayne Wilderson |
| 2017 (24.) | Viceprezident(ka)              | Dan Bakkedahl, Anna Chlumsky, Gary Cole, Margaret Colin, Kevin Dunn, Clea Duvall, Nelson Franklin, Tony Hale, Julia Louis-Dreyfus, Sam Richardson, Paul Scheer, Reid Scott, Timothy Simons, Sarah Sutherland a Matt Walsh |
| 2017 (24.) | Holky za mřížemi               | Uzo Aduba, Emily Althaus, Danielle Brooks, Rosal Colon, Jackie Cruz, Francesca Curran, Daniella De Jesus, Lea DeLaria, Nick Dillenburg, Asia Kate Dillon, Beth Dover, Kimiko Glenn, Annie Golden, Laura Gómez, Diane Guerrero, Evan Arthur Hall, Michael J. Harney, Brad William Henke, Micky Houston, Vicky Jeudy, Kelly Karbacz, Julie Lake, Selenis Leyva, Natasha Lyonne, Taryn Manning, Adrienne C. Moore, Miriam Morales, Kate Mulgrewová, Emma Myles, John Palladino, Matt Peters, Jessica Pimentel, Dascha Polanco, Laura Prepon, Jolene Purdy, Elizabeth Rodriguez, Nick Sandow, Abigail Savage, Taylor Schilling, Constance Shulman, Dale Soules, Yael Stone, Emily Tarver, Michael Torpey a Lin Tucci |
| 2017 (24.) | Black-ish                      | Anthony Anderson, Miles Brown, Deon Cole, Laurence Fishburne, Jenifer Lewis, Peter Mackenzie, Marsai Martin, Jeff Meacham, Tracee Ellis Ross, Marcus Scribner a Yara Shahidi |
| 2017 (24.) | Larry, kroť se                 | Ted Danson, Larry David, Susie Essman, Jeff Garlin, Cheryl Hines a J. B. Smoove |
| 2017 (24.) | GLOW: Nádherné ženy wrestlingu | Britt Baron, Alison Brie, Kimmy Gatewood, Betty Gilpin, Rebekka Johnson, Chris Lowell, Sunita Mani, Marc Maron, Kate Nash, Sydelle Noel, Marianna Palka, Gayle Rankin, Bashir Salahuddin, Rich Sommer, Kia Stevens, Jackie Tohn, Ellen Wong a Britney Young |
| 2018 (25.) | Úžasná paní Maiselová          | Caroline Aaron, Alex Borsteinová, Rachel Brosnahanová, Marin Hinkle, Zachary Levi, Kevin Pollak, Tony Shalhoub, Brian Tarantina a Michael Zegen |
| 2018 (25.) | Atlanta                        | Khris Davis, Donald Glover, Brian Tyree Henry a Lakeith Stanfield |
| 2018 (25.) | Barry                          | Darrell Britt-Gibson, D'Arcy Carden, Andy Carey, Anthony Carrigan, Rightor Doyle, Glenn Fleschler, Alejandro Furth, Sarah Goldberg, Bill Hader, Kirby Howell-Baptiste, Paula Newsome, John Pirruccello, Stephen Root a Henry Winkler |
| 2018 (25.) | GLOW: Nádherné ženy wrestlingu | Britt Baron, Shakira Barrera, Alison Brie, Kimmy Gatewood, Betty Gilpin, Rebekka Johnson, Chris Lowell, Sunita Mani, Marc Maron, Kate Nash, Sydelle Noel, Victor Quinaz, Gayle Rankin, Bashir Salahuddin, Kia Stevens, Jackie Tohn, Ellen Wong a Britney Young |
| 2018 (25.) | Kominského metoda              | Jenna Lyng Adams, Alan Arkin, Sarah Baker, Casey Thomas Brown, Michael Douglas, Ashleigh LaThrop, Emily Osment, Graham Rogers, Susan Sullivan, Melissa Tang a Nancy Travis |
| 2019 (26.) | Úžasná paní Maiselová          | Caroline Aaron, Alex Borsteinová, Rachel Brosnahanová, Marin Hinkle, Stephanie Hsu, Joel Johnstone, Jane Lynchová, Leroy McClain, Kevin Pollak, Tony Shalhoub, Matilda Szydagis, Brian Tarantina a Michael Zegen |
| 2019 (26.) | Potvora                        | Sian Clifford, Olivia Colmanová, Brett Gelman, Bill Paterson, Andrew Scott a Phoebe Waller-Bridge |
| 2019 (26.) | Barry                          | Nikita Bogolyubov, Darrell Britt-Gibson, D'Arcy Carden, Andy Carey, Anthony Carrigan, Troy Caylak, Rightor Doyle, Patricia Fa'Asua, Alejandro Furth, Sarah Goldberg, Nick Gracer, Bill Hader, Kirby Howell-Baptiste, Michael Irby, John Pirruccello, Stephen Root a Henry Winkler |
| 2019 (26.) | Městečko Schitt's Creek        | Chris Elliott, Emily Hampshire, Daniel Levy, Eugene Levy, Sarah Levy, Dustin Milligan, Annie Murphy, Catherine O'Hara, Noah Reid, Jennifer Robertson a Karen Robinson |
| 2019 (26.) | Kominského metoda              | Jenna Lyng Adams, Alan Arkin, Sarah Baker, Casey Thomas Brown, Michael Douglas, Lisa Edelstein, Paul Reiser, Graham Rogers, Jane Seymour, Melissa Tang a Nancy Travis |

### 2020–2029
(30.) (30.) 
| Rok        | Seriál                    | Členové obsazení |
| ---------- | ------------------------- | --- |
| 2020 (27.) | Městečko Schitt's Creek   | Chris Elliott, Emily Hampshire, Dan Levy, Eugene Levy, Sarah Levy, Annie Murphy, Catherine O'Hara, Noah Reid, Jennifer Robertson a Karen Robinson |
| 2020 (27.) | Smrt nás spojí            | Christina Applegate, Linda Cardellini, Max Jenkins, James Marsden, Sam McCarthy, Natalie Morales, Diana Maria Riva a Luke Roessler |
| 2020 (27.) | Letuška                   | Kaley Cuoco, Merle Dandridge, Nolan Gerard Funk, Michelle Gomez, Michiel Huisman, Yasha Jackson, Jason Jones, T. R. Knight, Zosia Mamet, Audrey Grace Marshall, Griffin Matthews, Rosie Perez, Terry Serpico a Colin Woodell                                                                        |
| 2020 (27.) | Veliká                    | Belinda Bromilow, Sebastian de Souza, Sacha Dhawan, Elle Fanningová, Phoebe Fox, Bayo Gbadamosi, Adam Godley, Douglas Hodge, Nicholas Hoult, Louis Hynes, Florence Keith-Roach, Gwilym Lee, Danusia Samal a Charity Wakefield                                                                       |
| 2020 (27.) | Ted Lasso                 | Annette Badland, Phil Dunster, Brett Goldstein, Brendan Hunt, Toheeb Jimoh, James Lance, Nick Mohammed, Jason Sudeikis, Jeremy Swift, Juno Temple a Hannah Waddingham |
| 2021 (28.) | Ted Lasso                 | Annette Badland, Kola Bokinni, Phil Dunster, Cristo Fernández, Brett Goldstein, Brendan Hunt, Toheeb Jimoh, Nick Mohammed, Sarah Niles, Jason Sudeikis, Jeremy Swift, Juno Temple a Hannah Waddingham                                                                                               |
| 2021 (28.) | Veliká                    | Julian Barratt, Belinda Bromilow, Sacha Dhawan, Elle Fanningová, Phoebe Fox, Bayo Gbadamosi, Adam Godley, Douglas Hodge, Nicholas Hoult, Florence Keith-Roach, Gwilym Lee a Charity Wakefield |
| 2021 (28.) | Stále v kurzu             | Rose Abdoo, Carl Clemons-Hopkins, Paul W. Downs, Hannah Einbinder, Mark Indelicato, Poppy Liu, Christopher McDonald, Jean Smartová a Megan Stalter |
| 2021 (28.) | Kominského metoda         | Jenna Lyng Adams, Sarah Baker, Casey Thomas Brown, Michael Douglas, Lisa Edelstein, Ashleigh LaThrop, Emily Osmentová, Haley Joel Osment, Paul Reiser, Graham Rogers, Melissa Tang a Kathleen Turner                                                                                                |
| 2021 (28.) | Jen vraždy v budově       | Aaron Dominguez, Selena Gomez, Jackie Hoffman, Jayne Houdyshell, Steve Martin, Amy Ryan a Martin Short |
| 2022 (29.) | Základka Willarda Abbotta | Quinta Brunson, William Stanford Davis, Janelle James, Chris Perfetti, Sheryl Lee Ralph, Lisa Ann Walter a Tyler James Williams |
| 2022 (29.) | Barry                     | Sarah Burns, D'Arcy Carden, Anthony Carrigan, Turhan Troy Caylak, Sarah Goldberg, Nick Gracer, Bill Hader, Jessy Hodges, Michael Irby, Gary Kraus, Stephen Root a Henry Winkler |
| 2022 (29.) | Medvěd                    | Lionel Boyce, Liza Colón-Zayas, Ayo Edebiri, Abby Elliott, Edwin Lee Gibson, Corey Hendrix, Matty Matheson, Ebon Moss-Bachrach a Jeremy Allen White |
| 2022 (29.) | Stále v kurzu             | Carl Clemons-Hopkins, Paul W. Downs, Hannah Einbinder, Mark Indelicato, Jean Smartová a Megan Stalter |
| 2022 (29.) | Jen vraždy v budově       | Michael Cyril Creighton, Cara Delevingne, Selena Gomez, Jayne Houdyshell, Steve Martin, Martin Short, a Adina Verson |
| 2023 (30.) | Medvěd                    | Lionel Boyce, Jose Cervantes Jr., Liza Colón-Zayas, Ayo Edebiri, Abby Elliott, Richard Esteras, Edwin Lee Gibson, Molly Gordon, Corey Hendrix, Matty Matheson, Ebon Moss-Bachrach, Oliver Platt a Jeremy Allen White                                                                                |
| 2023 (30.) | Základka Willarda Abbotta | Quinta Brunson, William Stanford Davis, Janelle James, Chris Perfetti, Sheryl Lee Ralph, Lisa Ann Walter a Tyler James Williams |
| 2023 (30.) | Barry                     | Anthony Carrigan, Sarah Goldberg, Zachary Golinger, Bill Hader, Andre Hyland, Fred Melamed, Charles Parnell, Stephen Root, Tobie Windham, Henry Winkler a Robert Wisdom |
| 2023 (30.) | Jen vraždy v budově       | Gerald Caesar, Michael Cyril Creighton, Linda Emond, Selena Gomezová, Allison Guinn, Steve Martin, Ashley Park, Don Darryl Rivera, Paul Rudd, Jeremy Shamos, Martin Short, Meryl Streepová, Wesley Taylor, Jason Veasey a Jesse Williams                                                            |
| 2023 (30.) | Ted Lasso                 | Annette Badland, Kola Bokinni, Edyta Budnik, Adam Colborne, Phil Dunster, Cristo Fernández, Kevin Garry, Brett Goldstein, Billy Harris, Anthony Head, Brendan Hunt, Toheeb Jimoh, James Lance, Nick Mohammed, Jason Sudeikis, Jeremy Swift, Juno Temple, Hannah Waddingham, Bronson Webb a Katy Wix |
| 2024 (31.) | Jen vraždy v budově       | Michael Cyril Creighton, Zach Galifianakis, Selena Gomezová, Richard Kind, Eugene Levy, Eva Longoria, Steve Martin, Kumail Nanjiani, Molly Shannon a Martin Short |
| 2024 (31.) | Základka Willarda Abbotta | Quinta Brunson, William Stanford Davis, Janelle James, Chris Perfetti, Sheryl Lee Ralph, Lisa Ann Walter a Tyler James Williams |
| 2024 (31.) | Medvěd                    | Lionel Boyce, Liza Colón-Zayas, Ayo Edebiri, Abby Elliott, Edwin Lee Gibson, Corey Hendrix, Matty Matheson, Ebon Moss-Bachrach, Ricky Staffieri a Jeremy Allen White |
| 2024 (31.) | Stále v kurzu             | Rose Abdoo, Carl Clemons-Hopkins, Paul W. Downs, Hannah Einbinder, Mark Indelicato, Jean Smartová a Megan Stalter |
| 2024 (31.) | Terapie pravdou           | Harrison Ford, Brett Goldstein, Devin Kawaoka, Gavin Lewis, Wendie Malick, Lukita Maxwell, Ted McGinley, Christa Miller, Jason Segel, Rachel Stubington, Luke Tennie, Michael Urie a Jessica Williams                                                                                               |

## Pořady s více vítězstvími
| 4 vítězství - Taková moderní rodinka (v řadě) 3 vítězství - Holky za mřížemi (v řadě) - Show Jerryho Seinfelda (dvě v řadě) | 2 vítězství - Zoufalé manželky (v řadě) - Úžasná paní Maiselová (v řadě) - Kancl (v řadě) - Sex ve městě |